# Нижнє Махматово
Нижнє Махма́тово (рос. Нижнее Махматово, марій. Тосурт) — присілок у складі Новотор'яльського району Марій Ел, Росія. Входить до складу Старотор'яльського сільського поселення.

## Населення
Населення — 68 осіб (2010; 62 у 2002).
Національний склад (станом на 2002 рік):
- марійці — 89 %